# Ernst Henrik
Ernst Henrik, Heinrich Ernst (Drezda, 1846. szeptember 9. – Berlin, 1919. augusztus 8.) tenorénekes.

## Életútja
Ernst Móric újságíró és Ernstné Kaiser Jozefa énekesnő fia. A német színészakadémia elvégzése után 1862 október elején a pesti német színház vendége volt az Othello és az Uriel Acosta című színművekben. 1868. október 17-én fellépett a Nemzeti Színházban a Troubadour Luna grófjában, ahova 1869 január elején szerződtették. 1872 májusától Lipcsében működött, azután Berlinbe kapott meghívást. 1885. július 23-án fellépett a Magyar Királyi Operaházban mint Lohengrin. 1888. május 9-én porosz királyi kamarai énekessé nevezték ki. 1890. március 27-én a szász-altenburgi uralkodó herceg személyesen adta át neki a koronás aranyérmet. Ugyanezen év áprilisában megvált a berlini színháztól. 1901-ben Schwerinben vendégszerepelt, majd 1905-ben visszavonult a pályáról.